# Delba
Delba est une commune rurale située dans le département de Godyr de la province de Sanguié dans la région du Centre-Ouest au Burkina Faso.